# Bukit Nenas
Bukit Nenas is een bestuurslaag in het regentschap Dumai van de provincie Riau, Indonesië. Bukit Nenas telt 5785 inwoners (volkstelling 2010).